# آندرس ریوس
آندرس ریوس (انگلیسی: Andrés Ríos؛ زادهٔ ۱ اوت ۱۹۸۹) بازیکن فوتبال اهل آرژانتین است.
از باشگاه‌هایی که در آن بازی کرده‌است می‌توان به باشگاه فوتبال ریور پلاته، باشگاه فوتبال آمریکا، و باشگاه فوتبال ویسوا کراکوف اشاره کرد.
وی همچنین در تیم ملی فوتبال زیر ۲۰ سال آرژانتین بازی کرده‌است.